# Mongolozaur
Mongolozaur (Mongolosaurus haplodon) – zauropod o niepewnej pozycji filogenetycznej, prawdopodobnie należący do kladu Titanosauria, żyjący we wczesnej kredzie (ok. 144–100 mln lat temu) na terenach środkowo-wschodniej Azji. Długość ciała ok. 24 m, wysokość ok. 6 m, masa ok. 10 t. Jego szczątki znaleziono w Chinach (w Mongolii Wewnętrznej).
Opisany na podstawie kręgów szyjnych i zębów.